# Lettere dalla Palestina
Lettere dalla Palestina è un documentario del 2002, diretto collettivamente da Franco Angeli, Giuliana Berlinguer, Maurizio Carrassi, Giuliana Gamba, Roberto Giannarelli, Wilma Labate, Francesco Ranieri Martinotti, Francesco Maselli, Mario Monicelli, Ettore Scola, Fulvio Wetzl.